# Joel Bakan
Pour les articles homonymes, voir Bakan (homonymie).
Joel Conrad Bakan (né en 1959) est un écrivain, musicien de jazz, cinéaste et juriste canadien. Depuis 1990, il est professeur de droit à l'Université de Colombie-Britannique.

## Biographie
Joel Conrad Bakan est né à Lansing, dans le Michigan. En 1971, il déménage avec ses parents à Vancouver, en Colombie-Britannique. Il a étudié à l'Université Simon Fraser (licence, 1981), à l'Université d'Oxford (licence en droit, 1983), à l'Université Dalhousie (licence en droit, 1984) et à l'Université Harvard (maîtrise en droit, 1986).
Il a été assistant du juge Brian Dickson à la Cour suprême du Canada en 1985. Bakan a ensuite obtenu une maîtrise à la Faculté de droit de Harvard. Après avoir obtenu son diplôme, il est retourné au Canada, où il a enseigné le droit à la Osgoode Hall Law School de l'Université York et à la faculté de droit de l'Université de Colombie-Britannique.

## Publications
- Just Words: Constitutional Rights and Social Wrongs (1997) ;
- The Corporation: The Pathological Pursuit of Profit and Power (2003) ;
  - (fr) La corporation : la soif pathologique de profit et de pouvoir (livre sur lequel est basé le documentaire The Corporation) ;
- Childhood Under Siege: How Big Business Ruthlessly Targets Children (2011) ;
  - (fr) Nos enfants ne sont pas à vendre : comment les protéger du marketing ;
- The New Corporation: How "Good" Corporations Are Bad for Democracy (2020).